# Mozaikszók listája: L
Ezen a lapon az L betűvel kezdődő mozaikszók ábécé rend szerinti listája található. A kis- és nagybetűk nem különböznek a besorolás szempontjából.

## Lista: L
- LAN – Local Area Network (Helyi hálózatba kötött számítógépek együttese)
- LCD – Liquid Crystal Display (folyadékkristályos kijelző)
- LD – lethal dose (halálos mennyiség)
- LED – Light-Emitting Diode (Fénykibocsátó dióda)
- LASER – Light Amplification By Stimulated Emission of Radiation (lézer)
- LFZE – Liszt Ferenc Zeneművészeti Egyetem
- LGT – Locomotiv Gran Turismo
- LIFO – Last In, First Out (sorállási modell, ahol a következő elem a legutóbb bekerülő)
- LISP – List Processing Language (mesterséges intelligencia programnyelve)
- LKKT – Legkisebb Közös Többszörös
- LMBT – Leszbikus, Meleg, Biszexuális és Transznemű (a szexuális kisebbségek elnevezése)
- LNG – Liquefied Natural Gas (cseppfolyósított földgáz)
- LNKO – Legnagyobb Közös Osztó
- LOL – Laughing Out Loud!
- LRI – Légiforgalmi és Repülőtéri Igazgatóság
- LRU – Least Recently Used (legrégebben használt lapot cserélő memórialapozó eljárás)
- LSD – lizergsav-dietil-amid
- LSI
  - Large Scale Integration
  - LSI Informatikai Oktatóközpont Alapítvány
- LUSH – Linear (input)resolution with Unrestricted Selection function for Horn clauses (kb. „Lineáris rezolúció Kötetlen (literál)kiválasztási eljárással Horn-klózokra”)